# Derrick Johnson
(en) Statistiques sur pro-football-reference
Derrick « DJ » O'Hara Johnson, né le 22 novembre 1982 à Waco au Texas, est un ancien joueur américain de football américain évoluant au poste de linebacker.

## Biographie
Étudiant à l'Université du Texas à Austin, il joua pour les Longhorns du Texas. Il remporta le Dick Butkus Award et le Bronko Nagurski Trophy en 2004, et le Mack Lee Hill Award en 2005.
Il fut drafté en 2005 à la 15e place (premier tour) par les Chiefs de Kansas City.